# Lech Jaworski
Lech Włodzimierz Jaworski (ur. 16 stycznia 1966 w Warszawie) – polski polityk, samorządowiec, prawnik i nauczyciel akademicki, doktor habilitowany nauk prawnych, członek Krajowej Rady Radiofonii i Telewizji w latach 2001–2005, w latach 2006–2007 przewodniczący Rady m.st. Warszawy, od 2024 wiceprezes Głównego Urzędu Miar.

## Życiorys
Ukończył XXVII Liceum Ogólnokształcące im. Tadeusza Czackiego w Warszawie, a następnie studia na Wydziale Prawa i Administracji Uniwersytetu Warszawskiego. W 2003 uzyskał na WPiA UW stopień doktora nauk prawnych na podstawie pracy Utwór pracowniczy. Zakres nabycia przez pracodawcę prawa w świetle art. 12 ustawy o prawie autorskim i prawach pokrewnych (promotorem był Jan Błeszyński). W 2019 na podstawie dorobku naukowego i rozprawy pt. Dziennikarski obowiązek ochrony dóbr osobistych w świetle obowiązującego w Polsce prawa uzyskał stopień doktora habilitowanego nauk prawnych. Specjalizuje się w prawie autorskim. Został adiunktem i wykładowcą akademickim w Instytucie Prawa Cywilnego UW, wykładał na Akademii Humanistycznej im. Aleksandra Gieysztora w Pułtusku. Został także m.in. przewodniczącym rady fundacji „Media Pro Bono” i opiekunem Koła Naukowego „Forum Publicum”, działającego na Wydziale Prawa i Administracji Uniwersytetu Warszawskiego. Publikuje prace z zakresu prawa cywilnego (w tym autorskiego i handlowego), prawa medialnego, prawa pracy i procedury administracyjnej (m.in. w „Przeglądzie Ustawodawstwa Gospodarczego”, „Monitorze Prawniczym” i innych).
Przez kilka lat pracował w Telewizji Polskiej. Zajmował m.in. stanowisko kierownika obsługi prawnej programu satelitarnego TV Polonia. W latach 1993–1996 pracował w biurze Krajowej Rady Radiofonii i Telewizji, pełnił funkcję naczelnika Wydziału Polityki Programowej, był p.o. dyrektora oraz wicedyrektorem Departamentu Prawno-Organizacyjnego oraz przewodniczącym zespołu koncesyjnego. W latach 1997–2001 zasiadał w radzie nadzorczej TVP. Od 1998 do 2001 był dyrektorem Biura Prawno-Organizacyjnego oraz zastępcą ds. prawnych dyrektora biura zarządu Polskiej Agencji Informacyjnej. W latach 2000–2002 był członkiem Komitetu Honorowego Mazowieckiej Akademii Kultury. Społecznie pełnił funkcję członka Rady Programowej Komentarza do Dziennika Ustaw.
25 kwietnia 2001 został z rekomendacji Akcji Wyborczej Solidarność powołany przez Senat do składu Krajowej Rady Radiofonii i Telewizji. Jego kadencja zakończyła się 30 grudnia 2005 w związku z wprowadzeniem w życie zmian w funkcjonowaniu KRRiT. Był rekomendowany Sejmowi przez Platformę Obywatelską jako kandydat na członka nowej KRRiT, jednak nie został wybrany.
W wyborach samorządowych w 2006 został wybrany do Rady m.st. Warszawy jako kandydat PO. 30 listopada 2006 został wybrany na stanowisko przewodniczącego rady, 28 czerwca 2007 złożył rezygnację z tej funkcji. W kwietniu 2008 po raz pierwszy wszedł w skład Komitetu Regionów.
W grudniu 2007 objął stanowisko prezesa zarządu Max-Film S.A., odszedł z tej funkcji w styczniu 2010. W lutym 2010 został ponownie członkiem Komitetu Regionów. W wyborach samorządowych w tym samym roku ponownie uzyskał mandat radnego m.st. Warszawy. Bez powodzenia kandydował także do Sejmu z listy PO w wyborach w 2007 i 2011.
W 2014 wydawnictwo Muza wydało jego debiutancki tom wierszy pt. Pełnia i nicość. W sierpniu tego samego roku Lech Jaworski ponownie objął stanowisko członka rady nadzorczej Telewizji Polskiej, a w listopadzie po raz trzeci z rzędu został wybrany do rady miejskiej. Gdy nie został umieszczony na listach Platformy Obywatelskiej w kolejnych wyborach samorządowych, we wrześniu 2018 wraz z dwiema radnymi wystąpił z PO i poparł Jacka Wojciechowicza na prezydenta Warszawy. Bezskutecznie ubiegał o reelekcję z listy jego komitetu Akcja Warszawa. Następnie przystąpił do Porozumienia Jarosława Gowina, z którego rekomendacji w wyborach parlamentarnych w 2019 był kandydatem Prawa i Sprawiedliwości do Senatu w okręgu wyborczym nr 43. Zasiadał w gabinecie politycznym ministra nauki i szkolnictwa wyższego. W 2023 zrezygnował z członkostwa w Porozumieniu i przystąpił do Polskiego Stronnictwa Ludowego. W 2024 bez powodzenia kandydował na radnego Warszawy. W tym samym roku został powołany na stanowisko wiceprezesa Głównego Urzędu Miar.